# Кузнецов, Анатолий Борисович
Анато́лий Бори́сович Кузнецо́в (31 декабря 1930, Москва — 7 марта 2014, Москва) — советский и российский актёр театра и кино. Народный артист РСФСР (1979). Лауреат Государственной премии Российской Федерации (1998).

## Биография
Родился 31 декабря 1930 года в Москве, в семье певца Бориса Сергеевича Кузнецова. Мать — Кузнецова Евдокия (Дина) Давыдовна. Детство провёл в Кинель-Черкассах (Куйбышевская область), в годы Великой Отечественной войны вместе с мамой вязал варежки для солдат. Учился на вокальном отделении музыкального училища им. М. М. Ипполитова-Иванова. В 1951 году поступил сразу в два театральных вуза, но выбрал не Щукинское училище, а Школу-студию им. В. И. Немировича-Данченко при МХАТ, которую окончил в 1955 году (курс А. М. Карева).
Впервые на экране Анатолий Кузнецов появился в фильме «Опасные тропы»: будучи студентом третьего курса, сыграл молодого учёного Николая Жёлудева. В 1958 году стал актёром Театра-студии киноактёра.
Активно снимался в кино во второй половине 1950-х годов, в течение нескольких лет сыграв в таких фильмах, как «Гость с Кубани», «За витриной универмага», «К Чёрному морю», «Повесть о молодожёнах» и др.
Роль красноармейца Фёдора Сухова, прославившая актёра, была сыграна им в 1969 году в фильме Владимира Мотыля «Белое солнце пустыни».
Фильм завоевал у зрителей огромную популярность, а красноармеец Фёдор Сухов в исполнении Анатолия Кузнецова стал в Советском Союзе культовой фигурой.
Позже сыграл камео своего легендарного персонажа в кинокомедии «Приключения Петрова и Васечкина».
Всего за свою карьеру Кузнецов сыграл более ста ролей в кино, в том числе в таких картинах, как «Друг мой, Колька!..», «Освобождение», «Горячий снег», «В зоне особого внимания», «Ответный ход», «Битва за Москву», «На углу, у Патриарших», «Участок», «Турецкий гамбит», «Мосгаз».
Участвовал в программе «Белый попугай».
В 2003 году стал сторонником партии «Единая Россия».
Покончил жизнь самоубийством 7 марта 2014 года в Москве на 84-м году жизни, приняв смертельную дозу микардиса в больнице. 
Погребение проводилось с участием священника Русской Православной Церкви, выполнившего необходимые требы, отпевание и панихиду.  
Похоронен на Новодевичьем кладбище Москвы.

## Личная жизнь
Вдова — Александра Анатольевна Ляпидевская (1932—2019), дочь полярного лётчика, Героя Советского Союза № 1 А. В. Ляпидевского. Кузнецов познакомился с ней ещё в студенческие годы, будучи в гостях у своей сокурсницы Галины Волчек. В 1974 году у них родилась дочь Ирина.
Двоюродный брат — актёр Михаил Артемьевич Кузнецов.
Шурин — актёр Театра кукол имени С. В. Образцова, народный артист РФ Роберт Анатольевич Ляпидевский.

## Признание и награды

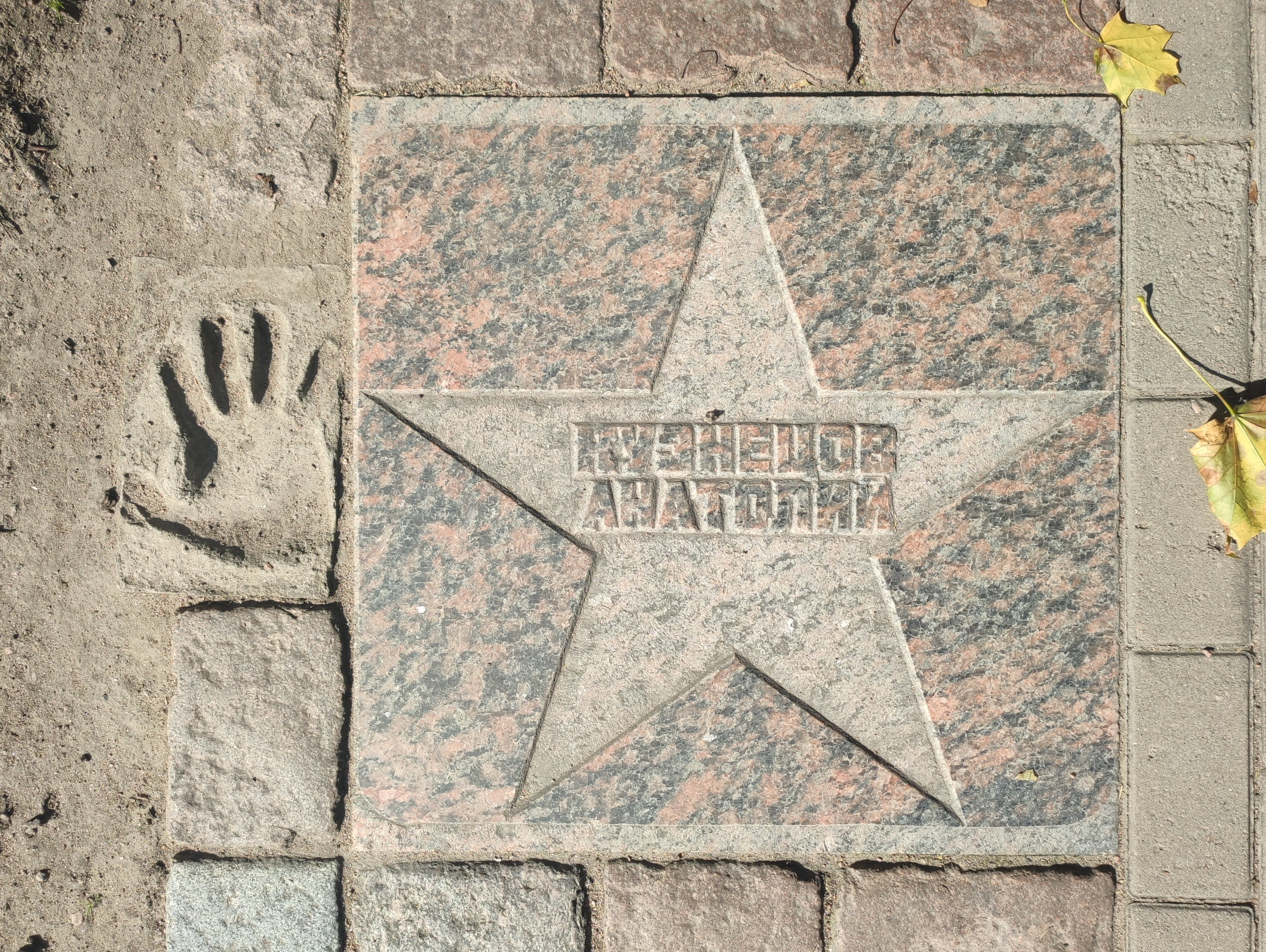
Звезда Анатолия Кузнецова на Аллее актёрской славы в Выборге

- Заслуженный артист РСФСР (28 сентября 1973 года)
- Народный артист РСФСР (21 декабря 1979 года)
- Орден Почёта (12 июля 1996 года) — за заслуги в развитии отечественного киноискусства и создание высокохудожественного фильма «Белое солнце пустыни»[9]
- Государственная премия Российской Федерации в области литературы и искусства 1997 года (6 июня 1998 года) — за художественный фильм «Белое солнце пустыни»[10]
- Орден «За заслуги перед Отечеством» IV степени (31 декабря 2000 года) — за большой вклад в развитие киноискусства[11]
- Орден Дружбы (30 декабря 2010 года) — за заслуги в развитии отечественной культуры и искусства, многолетнюю плодотворную деятельность[12].

## Творчество

Кузнецов Анатолий Борисович — памятник на Новодевичьем кладбище, 2017 год

### Фильмография
- 1954 — Опасные тропы — Николай Жолудев
- 1955 — Гость с Кубани — Коля Воробцов
- 1955 — За витриной универмага — Семён Николаевич Малюткин, лейтенант милиции, влюблённый в Соню Божко
- 1956 — Путешествие в молодость — В. А. Петров, инженер
- 1957 — Случай на шахте восемь — Володя Батанин
- 1957 — К Чёрному морю — Николай Кукушкин
- 1958 — На дорогах войны — военный кинооператор Владимир Сушков
- 1959 — Повесть о молодожёнах — Володя Солодухин
- 1959 — Фуртуна (Албания-СССР) — майор Андреев
- 1960 — Ждите писем — шофёр Лёнька Незванный
- 1960 — Яша Топорков
- 1960 — Айна
- 1961 — Друг мой, Колька! — пионервожатый Сергей Руденко
- 1961 — Музыка Верди (короткометражка)
- 1962 — Остров Ольховый — Сергей Петрович Березин
- 1962 — Как я был самостоятельным (короткометражка) — Виктор Журавлёв
- 1963 — Утренние поезда — Павел
- 1964 — Дайте жалобную книгу — Иван Ильич Кондаков
- 1965 — Пакет — комиссар красного отряда Белопольский
- 1965 — Совесть — Мартьянов
- 1967 — Бабье царство — Жан Петриченков
- 1967 — Весна на Одере — майор Лубенцов
- 1968 — Встречи на рассвете — парторг Сергей Сергеевич Волков
- 1968 — Освобождение — командир авиаполка Георгий Нефёдович Захаров
- 1970 — Белое солнце пустыни — красноармеец Фёдор Иванович Сухов
- 1970 — На пути к Ленину / Unterwegs zu Lenin (СССР-ГДР) — секретарь укома
- 1970 — Мой нулевой час (нем. Meine Stunde Null, СССР-ГДР) — старший лейтенант Горнин
- 1970 — Украденный поезд / Otkradnatiyat vlak (Болгария) — генерал Пётр Петрович
- 1971 — Возвращение катера (короткометражка) — Рощин
- 1971 — Люди на Ниле (СССР-Египет) — переводчик
- 1972 — Горячий снег — дивизионный комиссар Виталий Исаевич Веснин
- 1973 — И на Тихом океане… — руководитель подполья и большевик Илья Герасимович Пеклеванов
- 1973 — Как песня / Kato pesen (Болгария) — русский офицер
- 1973 — Жизнь на грешной земле — Павел Демидов
- 1976 — Жить по-своему — Василий Балышев
- 1976 — Единственная дорога (СССР-Югославия) — Сергеев
- 1976 — По секрету всему свету — лесничий
- 1976 — Братушка / Bratyuzhka (СССР-Болгария) — Алесь Казанок
- 1976 — Один сребреник / Jeden stribrny (Чехословакия) — Лацо Татар
- 1977 — Право первой подписи — замминистра Савельев
- 1977 — Хомут для Маркиза — Игнат Костыря, отец Родиона
- 1977 — Инкогнито из Петербурга — Аммос Фёдорович Ляпкин-Тяпкин, судья
- 1977 — В зоне особого внимания — начальник контрразведки «Северных» майор Геннадий Семёнович Морошкин
- 1977 — Птицы на снегу (короткометражка) — отец
- 1978 — Последний шанс — директор ПТУ Кирилл Дмитриевич
- 1978 — Голубка — Рябинин
- 1978 — Дети как дети — Сергей Андреевич Колобов
- 1979 — Вторая весна — Михаил Иванович Нестеров
- 1979 — Родное дело — Грачёв
- 1980 — Гордубал / Hordubal (ЧССР) — Юрай Гордубал
- 1980 — Частное лицо — полковник милиции Евгений Александрович Лукьянов
- 1981 — Школа — Чубук
- 1981 — Полоса везения (киноальманах «Молодость», выпуск № 5) — заместитель директора института
- 1981 — Ответный ход — подполковник Морошкин
- 1981 — Его отпуск — бригадир наладчиков Александр Макарыч Кораблёв
- 1982 — Случай в квадрате 36-80 — генерал-майор авиации Георгий Васильевич Павлов
- 1983 — Комета — сторож Василий Петрович Кучкин
- 1983 — Высокая проба — начальник литейного цеха Сергей Ильин
- 1983 — Приключения Петрова и Васечкина, обыкновенные и невероятные — красноармеец Сухов
- 1984 — Медный ангел — Иван Петрович Курмаев, советский инженер
- 1984 — Песочные часы — Степан Гребенцов
- 1984 — Репортаж с линии огня — член Военного совета
- 1985 — На том берегу свобода / Na druhom brehu sloboda (Болгария-Чехословакия) — командир партизанского отряда Алексей Максимович Смирнов
- 1985 — Битва за Москву — офицер 172-й стрелковой дивизии (нет в титрах)
- 1985 — Пять минут страха — полковник милиции Игорь Васильевич Корнилов
- 1985 — Берега в тумане (СССР-Болгария) — полковник Сергей Егорьев
- 1986 — Была не была — Юрий, дядя Серова
- 1987 — Без солнца — Михаил Иванович Костылёв, содержатель ночлежки
- 1988 — Радости земные — Василий Лемехов в зрелом возрасте
- 1989 — Шакалы — депутат
- 1990 — Русская рулетка — Фёдор Андреевич
- 1990 — Система «Ниппель» — Лазарь Фомич Бамбук
- 1990 — Динозавры XX века — следователь, полковник Крючков
- 1991 — Гений — Валентин Смирнов, отец Насти
- 1991 — Летучий голландец — директор ресторана Матвей Фомич
- 1992 — Емеля-дурак — царь
- 1992 — Ключ — следователь Николай Петрович Яценко
- 1992 — Трактористы 2 — председатель колхоза Кирилл Петрович
- 1993 — Раскол — министр Плеве
- 1993 — Стамбульский транзит — Николай Евгеньевич
- 1993 — Уснувший пассажир — Александр Иванович Смирнов, пенсионер, бывший оперативник МУР
- 1995 — За что? (пол. Zа со?; Россия, Польша) — Иван Гаврилович, комендант
- 1995 — 2004 — На углу, у Патриарших — подполковник Виталий Петрович Беляков
- 1998 — Райское яблочко — Игорь Игоревич
- 2001 — Остановка по требованию 2 — Виталий Маркович
- 2002 — Кодекс чести — Лазарев
- 2002 — Раскалённая суббота — олигарх Борис Семёнович
- 2002 — Кодекс чести — генерал-лейтенант в отставке Лазарев
- 2003 — Операция «Цвет нации» — генерал
- 2003 — Участок — Стасов
- 2004 — Кавалеры Морской Звезды — адмирал Говорков
- 2004 — Евлампия Романова 2 — Олег Рябов, генерал в отставке
- 2004 — Богатство — приамурский генерал-губернатор Андреев
- 2005 — Турецкий гамбит — генерал Ганецкий
- 2006 — День Победы — Андрей Петрович Николенко
- 2006 — Никто не знает про секс — дед Егора
- 2006 — Заколдованный участок — Стасов-старший
- 2006 — Последний приказ генерала — Георгий Данилович Платонов, генерал в отставке
- 2006 — День Победы — Андрей Николенко в старости
- 2007 — Пером и шпагой — генерал Салтыков
- 2008 — Пуля-дура — пожилой москвич
- 2008 — Трое с площади Карронад — Игорь Борисович, директор «Винджаммера»
- 2008 — Беркут
- 2009 — Возвращение блудного отца
- 2009 — И была война — Клепиков
- 2011 — Аферистка — Глеб Крылов
- 2011 — Немец — Сергей Сергеевич Тихонов, ветеран спецслужб
- 2012 — Мосгаз — Анатолий Тимофеев, генерал, дед Сони, фронтовой друг Ивана Черкасова (последняя роль в кино)

### Озвучивание мультфильмов
- 1971 — Чебурашка — милиционер (в титрах не указан)
- 1972 — Да здравствует природа! — Егерь
- 1974 — Бим, Бам, Бом и волк — Волк
- 1976 — Дядя Фёдор, пёс и кот. Мама и Папа — папа Дяди Фёдора

- 1977 — Полигон — изобретатель
- 1980 — Солдатская сказка — Солдат
- 2005 — Басни для зайцев — читает текст

### Дубляж
- 2003 Чёрная метка — Гейдар Алиев (роль Тадеуша Хука)
- 1997 Дон Кихот возвращается — кузнец Родригес (роль Вылчо Камарашева)
- 1987 Смертельное оружие — Роджер Мертаф (роль Дэнни Гловера)
- 1985 Победа — Андрей Андреевич Громыко (роль Виктора Ильичёва)
- 1984 Европейская история — Гамелин (роль Станислава Микульского)
- 1977 Подарки по телефону — Арнольд Петерсон (роль Стасиса Пятронайтиса)
- 1977 Легенда о динозавре
- 1977 Вооружён и очень опасен — Джек Хэмлин (роль Мирча Верою)
- 1975 Вендетта по-корсикански
- 1971 Держись за облака — Перцель (роль Ивана Дарваша)
- 1971 Девушка из камеры № 25 — Голицын (роль Анатолия Ромашина)
- 1971 Горячие тропы — Рахимов (роль Ходжадурды Нарлиева)
- 1970 Семь дней Туйзу Таави — председатель колхоза (роль Хейно Мандри)
- 1969 Золото Маккенны — Колорадо (роль Омара Шарифа)
- 1968 Один шанс из тысячи — капитан Мигунько (роль Анатолия Солоницына)
- 1968 День совы — капитан Беллоди (роль Франко Неро)
- 1967 Он пошёл один — Поль
- 1966 Следствие продолжается — Азимов (роль Гасана Мамедова)
- 1966 Большой приз — Пит Эрон (роль Джеймса Гарнера)
- 1966 Крылья песни — Мусса (роль Ануарбека Молдабекова)
- 1966 Встреча с прошлым
- 1964 Итальянец в Варшаве
- 1964 Закон и кулак — Анджей Кёниг (роль Густава Холоубека)
- 1964 Буря над Азией — подпоручик Федотов (роль Валерия Косенкова)
- 1963 Состязание — Мамет-яр-хан (роль Артыка Джаллыева)
- 1963 Клеопатра — Марк Антоний (роль Ричарда Бартона)
- 1963 Белый караван — Гела Ахлаури (Имеда Кахиани)
- 1963 Морской кот — капитан Чернеа (роль Виктор Ребенджюк)
- 1963 Особняк на Зеленой — Хенрик Ковальский (роль Станислава Микульского)
- 1962 Дьявол и десять заповедей
- 1961 Прекрасная американка — Марсель (роль Робера Дери)
- 1960 Парни музкоманды — Цолак Дарбинян (роль Левона Тухикяна) —
- 1960 Об этом говорит вся махалля — Умар (роль Хамзы Умарова)
- 1959 Король Шумавы — сержант Цыганек (роль Рудольф Елинека)
- 1958 Повесть о латышском стрелке — Янис Пиларс (роль Эдуарда Павулса)
- 1946 Моя дорогая Клементина — Уайэтт Эрп (роль Генри Фонда)